# Kautenbach
Kautenbach (Luxemburgs: Kautebaach) is een plaats en voormalige gemeente in het Luxemburgse kanton Wiltz. Sinds 1 januari 2006 is Kautenbach samen met Wilwerwiltz opgenomen in de nieuwe gemeente Kiischpelt.
Kautenbach heeft een oppervlakte van 13,84 km² en telde 271 inwoners op 1 januari 2005. Het dorp beschikt over een treinstation.
Nabij het dorp is ook kasteel Schuttbourg (Luxemburgs: Schüttbuerg) te vinden.

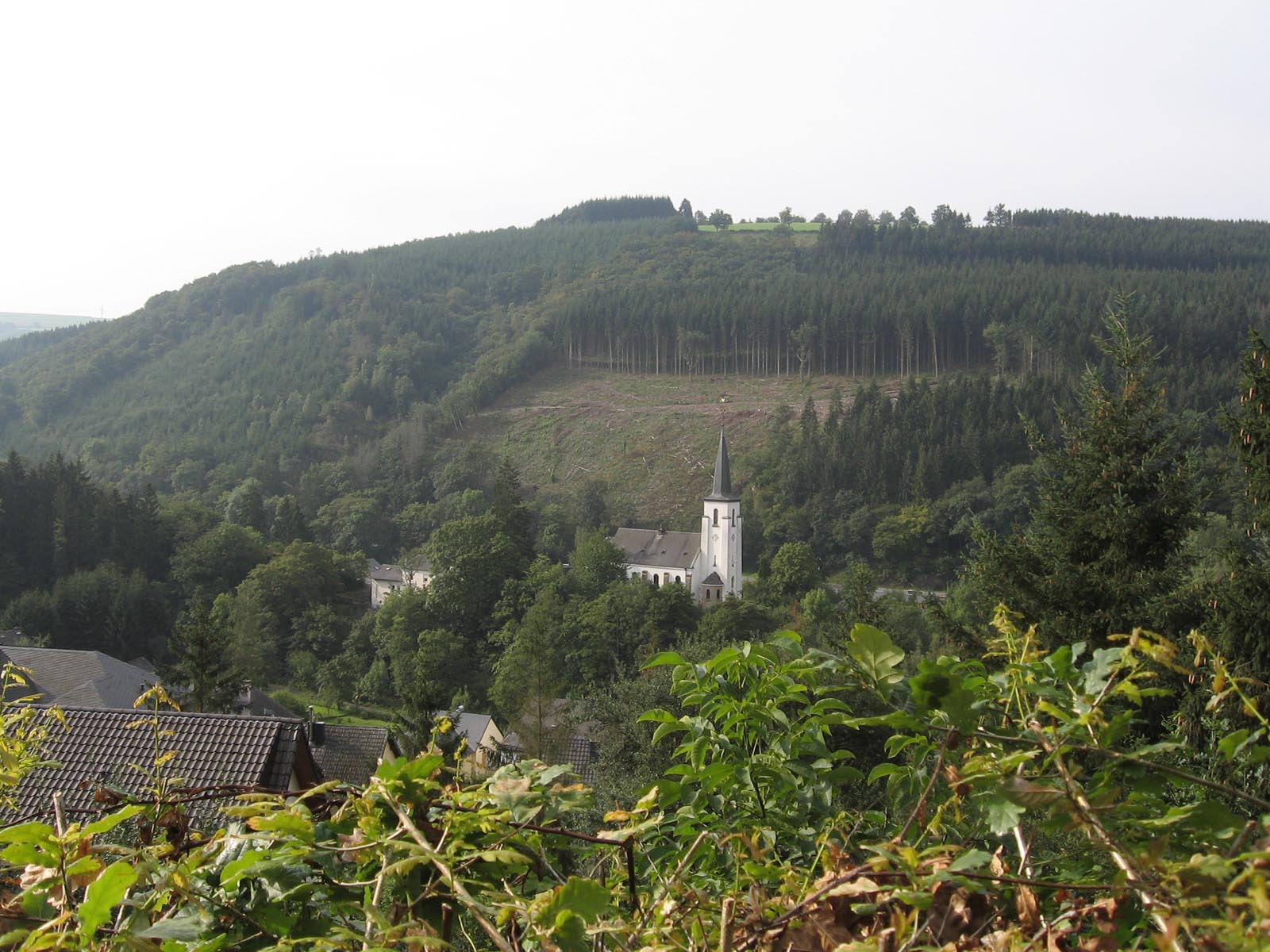
Kautenbach

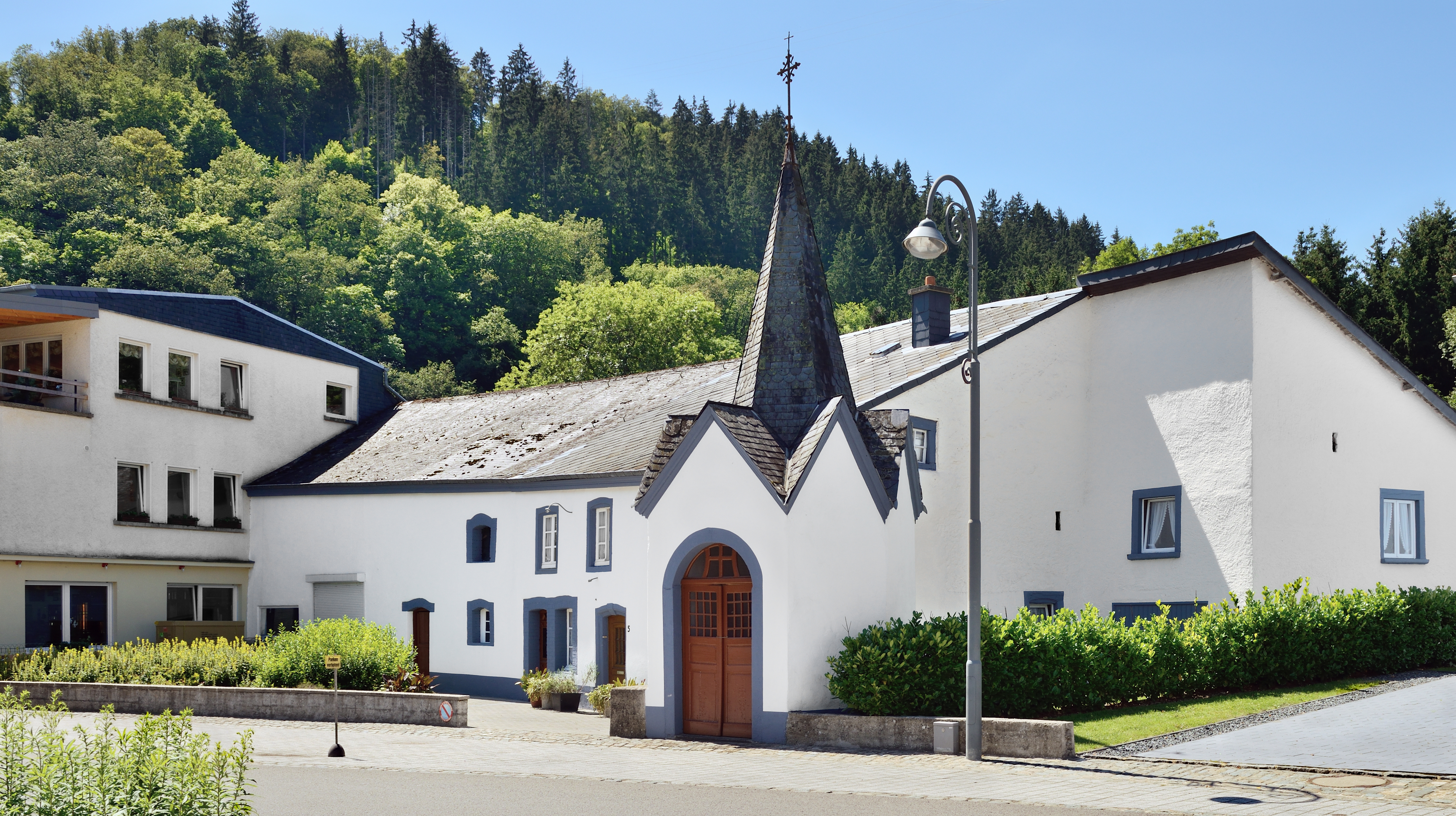
Kautenbach

## Evolutie van het inwoneraantal
| Jaar                              | 2001 | 2002 | 2003 | 2004 | 2005 |
| --------------------------------- | ---- | ---- | ---- | ---- | ---- |
| Inwoneraantal                     | 255  | 257  | 247  | 266  | 271  |
| Opmerking: tellingen op 1 januari |      |      |      |      |      |